# سیمون پلاود
سیمون پلاود (انگلیسی: Simon Pellaud؛ زادهٔ ۶ نوامبر ۱۹۹۲) دوچرخه‌سوار اهل سوئیس است.
از باشگاه‌هایی که در آن بازی کرده‌است می‌توان به آی‌ای‌ام سایکلینگ، و آی‌ای‌ام سایکلینگ، اشاره کرد.